# Guntur
Guntur (telugu గుంటూరు) è una suddivisione dell'India, classificata come municipal corporation, di 514 707 abitanti, capoluogo del distretto di Guntur, nello stato federato dell'Andhra Pradesh. In base al numero di abitanti la città rientra nella classe I (da 100 000 persone in su).

## Geografia fisica
La città è situata a 16° 18' 0 N e 80° 27' 0 E e ha un'altitudine di 32 m s.l.m.

## Società

### Evoluzione demografica
Al censimento del 2001 la popolazione di Guntur assommava a 514 707 persone, delle quali 257 939 maschi e 256 768 femmine. I bambini di età inferiore o uguale ai sei anni assommavano a 54 840, dei quali 27 906 maschi e 26 934 femmine. Infine, coloro che erano in grado di saper almeno leggere e scrivere erano 349 908, dei quali 190 606 maschi e 159 302 femmine.